# Ovčí hora (Ještědsko-kozákovský hřbet)
Ovčí hora, také Ovčí vrch (německy Schafberg) je 496 m n. m. vysoký kopec ležící na samém severním konci Ještědsko-kozákovského hřbetu, v katastrálních územích Chrastava II (kde leží vrchol) a Dolní Chrastava města Chrastava a v katastrálním území Machnín města Liberec v okrese Liberec. Hřeben Ovčí hory patří do přírodního parku Ještěd.

## Charakteristika
Ovčí hora se nachází 3,5 km jižně od města Chrastava a 2 km severozápadně od obce Machnín. Na jejím západním, jz. a jv. úpatí se vine v meandrech řeky Lužická Nisa. Svahy Ovčí hory pokrývá z velké většiny vzrostlý bukový les. Nerušený výhled z vrcholu tedy není možný.
Na protilehlém břehu Nisy leží osada Andělská Hora. Údolím Nisy vede železniční trať Chrastava - Liberec. Přes sedlo, jímž prochází železniční trať, navazuje na jihu skalnatý hřeben, Nisou obtékaný ostroh zvaný Zámecký vrch (375 m), na němž se nachází zřícenina hradu Hamrštejn a přírodní rezervace Hamrštejn.
Nedaleko severně od vrcholu prochází napříč hřebenem linie československého pohraničního opevnění z roku 1938, která zde má kolem 20 bunkrů. Ovčí hora byla součástí stavebního úseku K3 Dlouhá hora.

## Geologie a geomorfologie
Je to kupa se dvěma vrcholy hřbetovitě protažená ve směru SSZ–JJV (vrcholová kóta je na jižnějším vrcholu) při severním okraji geomorfologického celku, od jehož hlavního území je vrch oddělen průlomovým údolím Lužické Nisy. Vrch je tvořený starohorními a prvohorními metamorfovanými horninami (fylit a metadroba s vložkami mramoru a zelené břidlice).
Vrch náleží do celku Ještědsko-kozákovský hřbet, podcelku Ještědský hřbet, okrsku Kryštofovy hřbety, podokrsku Rozsošský hřbet a Hamrštejnské části.

## Přístup
Vrchol Ovčí hory je po značených cestách přístupný ze dvou směrů po žlutě značené turistické trase. Ta vede přes rozcestí pod zříceninou Hamrštejn (poblíž železniční zastávky Machnín hrad) strmě bukovým lesem na jižní straně hory a přechází kolem vrcholu. Následně schází severním hřbetem k nádraží v Chrastavě. Celý přechod má 4,5 km. Kopec je protkán i sítí dalších, neznačených cest.